# 姜哲煥
姜 哲煥（カン・チョルファン、朝鮮語：강철환、1968年 - ）は、朝鮮民主主義人民共和国（北朝鮮）の元強制収容所収容者、脱北者。韓国企業勤務を経て、現在は北朝鮮人権問題運動NGO団体「North Korea Strategy Center」代表及び朝鮮日報記者。回想録著述も行う傍ら、海外にて強制収容所での体験を公演する活動もしている。

## 生い立ち
平壌出身。祖父・祖母・父は京都市で暮らしていた帰国運動にて北朝鮮へ戻った裕福な元・在日朝鮮人。祖父母は帰国時に朝鮮労働党や国家に多額の寄付をし、日本からの帰国者としては珍しく北朝鮮でもエリート階層のみが生活できる平壌市内で、祖父母・両親・妹と暮らしていた。
彼が9歳の時、祖父が北朝鮮当局へ連行されると、間もなく祖母・父・妹・叔父とともに咸鏡南道耀徳（ヨドク）郡にある第15号管理所（北朝鮮の強制収容所）へ収容。約10年間収容される。母親は北朝鮮出身の有力者の娘であったため、父親と離婚し、収容を免れた。奇跡的に19歳の時に家族全員釈放。農場で働いていた頃に日本の親類と連絡が取れ、物資や経済的援助を受けられるようになる。その後工場の物資調達係として働いていたが、父と祖母を相次いで亡くし、釈放後に知り合った同じ第15号管理所元収容者安赫（アン・ヒョク）と共に鴨緑江を越えて脱北。中国各地を転々とした後、1992年に韓国へ亡命。安赫との共著回想録『耀德リスト』（1993年）、『大王の祭典』（日本題『北朝鮮脱出』 1995年）がベストセラーになる。安赫とは韓国亡命後も数年間一緒に生活をしていた。

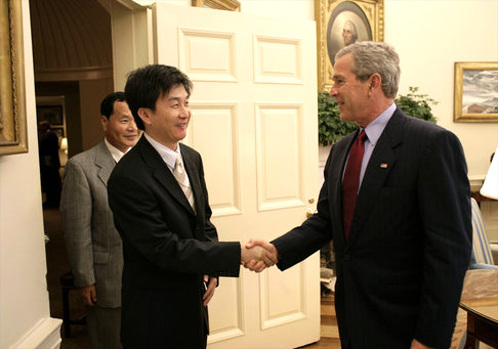
ジョージ・W・ブッシュ大統領と姜哲煥

漢陽大学校卒業後は韓国電力公社に就職したのち、韓国の新聞朝鮮日報北朝鮮担当記者を勤めている。2007年より北朝鮮人権活動NGO『North Korea Strategy Center』を設立、代表を務める。FacebookやTwitterを利用した北朝鮮政治への批判活動も積極的に行っている。
2005年6月13日、著書『平壌の水槽』を読み感銘を受けたアメリカのブッシュ大統領がホワイトハウスへ招待し、面会している。

## 著作
- 『수용소의 노래』(収容所の歌) ISBN 9788990959140
- 『平壌の水族館』ピエール・リグロとの共同出版
- ^『平壌の水槽　北朝鮮 地獄の強制収容所』（淵弘訳、ポプラ社） ISBN 4591078159
- 『北朝鮮脱出』（安赫との共同出版）上・下（池田菊敏訳、文藝春秋 のち文春文庫） ISBN 416710914X ; 上  ISBN 4167109158 ; 下
- 『さらば、収容所国家北朝鮮』（ザ・マサダ） ISBN 4915977013